# Чемпионат Люксембурга по футболу 1925/1926
Чемпионат Люксембурга по футболу 1925/1926 — 16-й сезон чемпионата Люксембурга по футболу.

## Клубы-участники
| Команда              | Город          |
| -------------------- | -------------- |
| Ред Бойз Дифферданж  | Дифферданж     |
| Спора                | Люксембург     |
| Фола                 | Эш-сюр-Альзетт |
| Женесс               | Эш-сюр-Альзетт |
| Унион                | Люксембург     |
| Ред Блэк Пфаффенталь | Пфаффенталь    |
| Стад Дюделанж        | Дюделанж       |
| ЮС Эш-сюр-Альзетт    | Эш-сюр-Альзетт |

## Турнирная таблица
| М | Команда              | И  | В  | Н | П  | Мячи    | ±   | О  | Примечания                |
| - | -------------------- | -- | -- | - | -- | ------- | --- | -- | ------------------------- |
| 1 | Ред Бойз Дифферданж  | 14 | 11 | 0 | 3  | 52 − 23 | +29 | 22 |                           |
| 2 | Спора Люксембург     | 14 | 10 | 1 | 3  | 27 − 21 | +6  | 21 |                           |
| 3 | Фола Эш              | 14 | 9  | 0 | 5  | 30 − 22 | +8  | 18 |                           |
| 4 | Женесс Эш            | 14 | 7  | 1 | 6  | 31 − 24 | +7  | 15 |                           |
| 5 | Унион Люксембург     | 14 | 7  | 0 | 7  | 36 − 24 | +12 | 14 |                           |
| 6 | Ред Блэк Пфаффенталь | 14 | 4  | 3 | 7  | 17 − 26 | −9  | 11 |                           |
| 7 | Стад Дюделанж        | 14 | 2  | 2 | 10 | 31 − 43 | −12 | 6  | Вылет в Почётный дивизион |
| 8 | ЮС Эш-сюр-Альзетт    | 14 | 1  | 3 | 10 | 17 − 58 | −41 | 5  | Вылет в Почётный дивизион |

И — игры, В — выигрыши, Н — ничьи, П — проигрыши, Мячи — забитые и пропущенные голы, ± — разница голов, О — очки